# Albert Finney
Albert Finney (ur. 9 maja 1936 w Salford, zm. 7 lutego 2019 w Londynie) – brytyjski aktor, reżyser, scenarzysta i producent teatralny, filmowy i telewizyjny. 
Był laureatem wielu nagród, w tym Złotych Globów i BAFTA. Kiedy w 2000 królowa brytyjska Elżbieta II zaoferowała mu tytuł szlachecki Order Imperium Brytyjskiego, przyznawany obywatelom brytyjskim, którzy przyczynili się do rozsławienia Wielkiej Brytanii na całym świecie, wówczas odrzucił go, uważając, że byłby to przejaw snobizmu.

## Wczesne lata
Urodził się w Salford, w Lancashire jako syn Alice (z domu Hobson) i Alberta Finneya Sr., bukmachera. Po ukończeniu Tootal Drive Primary School, uczęszczał do Salford Grammar School. Już w przedstawieniu szkolnym zwrócił na siebie uwagę rolą Brutusa w Juliuszu Cezarze Williama Szekspira. Wkrótce Charles Laughton zachwycił się jego interpretacją Makbeta i ściągnął go do Londynu. Mając 17 lat rozpoczął naukę w Royal Academy of Dramatic Art (dyplom otrzymał w 1955), a trzy lata później po raz pierwszy wystąpił na scenie z Birmingham Repertory Company.

## Kariera
Karierę sceniczną zaczynał w latach 50. XX wieku od występów w teatrze, specjalizując się w szekspirowskich adaptacjach. W 1958, w wieku 22 lat, zadebiutował w londyńskiej sztuce The Party autorstwa Jane Arden, w reżyserii Charlesa Laughtona. Rok potem, w 1958 dostał upragnioną tytułową rolę w tragedii szekspirowskiej Koriolan, zastępując chorego Laurence’a Oliviera.
Jego kinowym debiutem była rola Micka Rice’a w kitchen-sink drama Tony’ego Richardsona Music-hall (The Entertainer, 1960). Wzbudził entuzjazm krytyki dzięki roli cynicznego robotnika zagrał w ekranowym manifeście „młodych gniewnych” Karela Reisza Z soboty na niedzielę (Saturday Night and Sunday Morning, 1960). 
W ekranizacji klasycznej powieści Henry’ego Fieldinga – komedii przygodowej Przygody Toma Jonesa(Tom Jones, 1963), w reżyserii Tony’ego Richardsona, wystąpił w roli tytułowego bon-vivanta i awanturnika. Kreacja ta przyniosła mu pierwszą nominację do Oscara. Był faworytem Davina Leana do tytułowej roli w superprodukcji Lawrence z Arabii (1962), lecz jednak odrzucił propozycję, a rolę zagrał Peter O’Toole.
Po występie w komediodramacie romantycznym Stanleya Donnena Dwoje na drodze (Two for the Road, 1967) u boku Audrey Hepburn, zadebiutował po drugiej stronie kamery komediodramatem Charlie Bubbles (1967), gdzie debiutowała Liza Minelli. W ekranizacji opowiadania Charlesa Dickensa Opowieść wigilijna (Scrooge, 1970) został obsadzony w roli skąpca Scrooge’a. Kreacja detektywa Herculesa Poirota w filmie Sidneya Lumeta Morderstwo w Orient Ekspresie (Murder on the Orient Express, 1974) przyniosła kolejną nominację do Oscara. Za rolę w dramacie Garderobiany (The Dresser, 1983) Petera Yatesa otrzymał Srebrnego Niedźwiedzia dla najlepszego aktora na 34. MFF w Berlinie i był po raz trzeci nominowany do Oscara.
W ekranizacji powieści Malcolma Lowry’ego Pod wulkanem (Under the Volcano, 1985) wcielił się w postać Geoffreya Firmina, byłego brytyjskiego konsula w Meksyku, który zmaga się z alkoholizmem i po raz kolejny był nominowany do Oscara. Za drugoplanową kreację prawnika tytułowej bohaterki (Julia Roberts) – Edwarda Masrya w filmie Stevena Soderbergha Erin Brockovich (2000) otrzymał jeszcze jedną nominację do Oscara w kategorii „najlepszy aktor drugoplanowy”.
W dwóch filmach o przygodach Jamesa Bourne’a – Ultimatum Bourne’a i Dziedzictwo Bourne’a – wystąpił jako dr Albert Hirsch, a w filmie o przygodach Jamesa Bonda Skyfall (2012) Sama Mendesa zagrał postać Kincade’a.

## Życie prywatne
W 1957 poślubił aktorkę Jane Wenham, z którą miał syna Simona (ur. 16 września 1958 w Londynie). Jednak 14 grudnia 1961 doszło do rozwodu. 7 sierpnia 1970 ożenił się z francuską aktorką Anouk Aimée, lecz w 1978 para rozwiodła się. W 2006 poślubił Pene Delmage.
W maju 2011 zdiagnozowano u Finneya raka nerki. Zmarł 7 lutego 2019 w Royal Marsden Hospital w Londynie w wieku 82 lat.

## Filmografia

### Filmy fabularne
| Rok  | Tytuł                                                                                           | Rola                               | Reżyser                             |
| ---- | ----------------------------------------------------------------------------------------------- | ---------------------------------- | ----------------------------------- |
| 1960 | Z soboty na niedzielę (Saturday Night and Sunday Morning)                                       | Arthur                             | Karel Reisz                         |
| 1960 | Music-hall (The Entertainer)                                                                    | Mick Rice                          | Tony Richardson                     |
| 1963 | Przygody Toma Jonesa (Tom Jones)                                                                | Tom Jones                          | Tony Richardson                     |
| 1963 | Zwycięzcy (The Victors)                                                                         | Mick Rice                          | Carl Foreman                        |
| 1964 | Noc musi zapaść (Night Must Fall)                                                               | Danny                              | Karel Reisz                         |
| 1967 | Dwoje na drodze (Two for the Road)                                                              | Mark Wallace                       | Stanley Donen                       |
| 1968 | Charlie Bubbles                                                                                 | Charlie Bubbles                    | Albert Finney                       |
| 1969 | The Picasso Summer                                                                              | George Smith                       | Serge Bourguignon i Robert Sallin   |
| 1970 | Opowieść wigilijna (Scrooge)                                                                    | Ebenezer Scrooge                   | Ronald Neame                        |
| 1971 | Prywatny detektyw (Gumshoe)                                                                     | Eddie Ginley                       | Stephen Frears                      |
| 1973 | Morderstwo w Orient Ekspresie (Murder on the Orient Express)                                    | Detektyw Hercule Poirot            | Sidney Lumet                        |
| 1975 | Przygody najsprytniejszego z braci Holmesów (The Adventure of Sherlock Holmes' Smarter Brother) | Mężczyzna w operze                 | Gene Wilder                         |
| 1977 | Pojedynek (The Duellists)                                                                       | Fouche                             | Ridley Scott                        |
| 1981 | Słaby punkt (Loophole)                                                                          | Daniels                            | John Quested                        |
| 1981 | Wzór piękności (Looker)                                                                         | Dr Larry Roberts                   | Michael Crichton                    |
| 1982 | Annie                                                                                           | Oliver „Tatuś” Warbucks            | John Huston                         |
| 1982 | Najwyższa stawka (Shoot the Moon)                                                               | George Dunlap                      | Alan Parker                         |
| 1983 | Garderobiany (The Dresser)                                                                      | sir                                | Peter Yates                         |
| 1984 | Papież Jan Paweł II (Pope John Paul II)                                                         | Karol Wojtyła, Papież Jan Paweł II | Herbert Wise                        |
| 1984 | Pod wulkanem (Under the Volcano)                                                                | Geoffrey Firmin                    | John Huston                         |
| 1987 | Sieroty (Orphans)                                                                               | Harold                             | Alan J. Pakula                      |
| 1990 | Ścieżka strachu (Miller's Crossing)                                                             | Leo O’Bannon                       | Joel i Ethan Coenowie               |
| 1990 | Roger Waters – The Wall (Live in Berlin)                                                        | Sędzia                             | Ken O’Neill, Roger Waters           |
| 1992 | Wędrowna trupa (The Playboys)                                                                   | Hegarty                            | Gillies MacKinnon                   |
| 1993 | W kręgu miłości (Rich in Love)                                                                  | Warren Odom                        | Bruce Beresford                     |
| 1994 | Wersja Browninga (The Browning Version)                                                         | Andrew Crocker-Harris              | Mike Figgis                         |
| 1994 | Nieważny człowiek (A Man of No Importance)                                                      | Alfred Byrne                       | Suri Krishnamma                     |
| 1996 | Nostromo                                                                                        | Dr Monyghan                        | Alastair Reid                       |
| 1997 | Plac Waszyngtona (Washitgton Square)                                                            | Dr Austin Sloper                   | Agnieszka Holland                   |
| 1999 | Śniadanie mistrzów (Breakfast of Champions)                                                     | Kilgore Trout                      | Alan Rudolph                        |
| 1999 | Simpatico                                                                                       | Simms                              | Matthew Warchus                     |
| 2000 | Traffic                                                                                         | Szef personelu Białego Domu        | Steven Soderbergh                   |
| 2000 | Erin Brockovich                                                                                 | Edward Masry                       | Steven Soderbergh                   |
| 2001 | Niebo czy ziemia (Delivering Milo)                                                              | Elmore Dahl                        | Nick Castle                         |
| 2002 | Wzbierająca burza (The Gathering Storm, TV)                                                     | Winston Churchill                  | Richard Loncraine                   |
| 2003 | Duża ryba (Big Fish)                                                                            | Edward Bloom Sr.                   | Tim Burton                          |
| 2004 | Ocean’s Twelve: Dogrywka (Ocean’s Twelve)                                                       | Gaspar LeMarque                    | Steven Soderbergh                   |
| 2005 | Gnijąca panna młoda Tima Burtona (Corpe Bride)                                                  | Finis Everglot (głos)              | Tim Burton, Mike Johnson (animacja) |
| 2006 | Dobry rok (A Good Year)                                                                         | Wujek Henry Skinner                | Ridley Scott                        |
| 2006 | Głos wolności (Amazing Grace)                                                                   | John Newton                        | Michael Apted                       |
| 2007 | Ultimatum Bourne’a (The Bourne Ultimatum)                                                       | Dr Albert Hirsch                   | Paul Greengrass                     |
| 2007 | Nim diabeł dowie się, że nie żyjesz (Before the Devil Knows You're Dead)                        | Charles Hanson                     | Sidney Lumet                        |
| 2012 | Dziedzictwo Bourne’a (The Bourne Legacy)                                                        | Dr Albert Hirsch                   | Tony Gilroy                         |
| 2012 | Skyfall                                                                                         | Kincade                            | Sam Mendes                          |

## Nagrody
| Rok  | Nagroda                                                | Kategoria                                              | Tytuł                                |
| ---- | ------------------------------------------------------ | ------------------------------------------------------ | ------------------------------------ |
| 1961 | Nagroda BAFTA                                          | Najbardziej obiecujący pierwszoplanowy debiut aktorski | Z soboty na niedzielę (1960)         |
| 1961 | National Board of Review                               | Najlepszy aktor                                        | Z soboty na niedzielę (1960)         |
| 1961 | Międzynarodowy Festiwal Filmowy w Mar del Plata        | Najlepszy aktor                                        | Z soboty na niedzielę (1960)         |
| 1963 | 24. MFF w Wenecji                                      | Puchar Volpiego dla najlepszego aktora                 | Przygody Toma Jonesa (1963)          |
| 1963 | Nagroda Stowarzyszenia Nowojorskich Krytyków Filmowych | Najlepszy aktor                                        | Przygody Toma Jonesa (1963)          |
| 1964 | Złoty Glob                                             | Nowy gwiazdor roku                                     | Przygody Toma Jonesa (1963)          |
| 1971 | Złoty Glob                                             | Najlepszy aktor w komedii lub musicalu                 | Opowieść wigilijna (1970)            |
| 1976 | Brytyjska Nagroda Filmowa „London Evening Standard”    | Najlepszy aktor                                        | Morderstwo w Orient Ekspresie (1973) |
| 1986 | Laurence Olivier Award                                 | Najlepszy aktor                                        | Sieroty (1985)                       |
| 2001 | Nagroda Gildii Aktorów Ekranowych                      | Wybitny występ filmowego zespołu aktorskiego           | Traffic (2000)                       |
| 2001 | Nagroda Gildii Aktorów Ekranowych                      | Wybitny występ aktora w roli drugoplanowej             | Erin Brockovich (2000)               |
| 2002 | Nagroda Emmy                                           | Najlepszy aktor w miniserialu lub filmie telewizyjnym  | Wzbierająca burza (2002)             |
| 2003 | Nagroda BAFTA TV                                       | Najlepszy aktor telewizyjny                            | Wzbierająca burza (2002)             |
| 2003 | Złoty Glob                                             | Najlepszy aktor w miniserialu lub filmie telewizyjnym  | Wzbierająca burza (2002)             |
| 1984 | 34. Międzynarodowy Festiwal Filmowy w Berlinie         | Srebrny Niedźwiedź dla najlepszego aktora              | Garderobianego (1983)                |